# Wapen van Wageningen

Het wapen van Wageningen toont een rood veld met daarop een zilveren wiel van de gemeente Wageningen. De beschrijving luidt: "Van rood beladen met een rad van zilver, waarvan de regtbovenstaande spaak een kruis is. Het schild gedekt met een gouden kroon en ter wederzijde gehouden door een klimmenden gouden leeuw." 
De beschrijving vermeldt niet dat het een markiezenkroon (vijf fleurons) heeft.

## Geschiedenis
Wageningen heeft een sprekend wapen. Op het oudste bekende zegel, dat sinds de 15e eeuw in gebruik was, toonde een onderstel van een wagen, met twee wielen elk voorzien van zes spaken. Het rad dat tegenwoordig in het gemeentewapen wordt gebruikt heeft twaalf spaken. Deze werden sinds het einde van de 18e eeuw in het wapen getekend. De beschrijving van de Hoge Raad van Adel meldt overigens niets over het aantal spaken, hoewel op de tekening van het wapendiploma wel twaalf spaken staan getekend. Volgens K. Sierksma is er nog sprake van twee wapenspreuken die Wageningen vroeger in gebruik had, maar werden niet meegenomen. De spreuken luidden: "Vires acquirit eundo Vadae" (Al gaande neemt de kracht toe) en "Deus fortitudo et spes nostra" (God is onze kracht en hoop). Het wapen werd na goedkeuring van de Hoge Raad van Adel op 7 oktober 1818 middels Koninklijk Besluit bevestigd. Sinds 2006 heeft de gemeente een gestileerde versie van het wapen in gebruik.

## Verwante wapens

Waterschap Wageningen en Ede
Het wapen van Grebbedijk